# 氧化二苯基胂
氧化二苯基胂（二苯基亚胂酸酐）是一种有机化合物，化学式为C24H20As2O。它可由二苯基胂酸在碘催化下被L-抗坏血酸还原得到，或通过苯基溴化镁和三氧化二砷反应制得。它和氢碘酸反应，可以得到二苯基碘化胂。